# Слупск
Слупск (пољ. Słupsk) град је у Пољској у Војводству поморском. По подацима из 2012. године број становника у месту је био 94 849.

## Становништво
| 1946.  | 1950.  | 1960.  | 1970.  | 1980.  | 2012.  |
| ------ | ------ | ------ | ------ | ------ | ------ |
| 33.948 | 33.115 | 53.383 | 68.939 | 86.138 | 94 849 |

## Партнерски градови
- Архангељск
- Карлајл
- Cartaxo Municipality
- Фленсберг
- Устка
- Ванта
- Вордингборг
- Гродно
- Флензбург